# Katja Beer
Katja Beer, född 10 oktober 1976 i Dohna nära Dresden är en tysk skidskytt.

## Meriter
Världscupen:
- Världscuptävlingar: 1 seger

## Fotnoter
1. ↑  biathlonresults.com, IBU-skidskytt-ID: BTGER21010197601, läst: 6 april 2022.[källa från Wikidata]